# Apothechyla claripennis
Apothechyla claripennis är en tvåvingeart som först beskrevs av Ricardo 1912.  Apothechyla claripennis ingår i släktet Apothechyla och familjen rovflugor. Inga underarter finns listade i Catalogue of Life.